# JCSAT-6
O JCSAT-6  (também conhecido por JCSAT-4A)  é um satélite de comunicação geoestacionário japonês construído pela Hughes, ele está localizado na posição orbital de 82 graus de longitude leste e é operado pela SKY Perfect JSAT Corporation. O satélite foi baseado na plataforma HS-601 e sua vida útil estimada era de 12 anos.

## História
Em dezembro de 1996, a Japan Satellite Systems, Inc. (JSAT), de Tóquio, assinou um contrato com a Hughes Space and Communications International, Inc. (HSCI), para a construção de seu sexto satélite de comunicação, o JCSAT-6. O satélite JCSAT-6 foi baseado no modelo Hughes HS-601. Este novo satélite permitiu a JSAT a atender o aumento da demanda dos clientes por multimídia e acesso à Internet e fornecerá áudio dados e sinais de televisão para o Japão.

## Lançamento
O satélite foi lançado ao espaço com sucesso no dia 16 de fevereiro de 1999, às 01:45:26 UTC, por meio de um veículo Atlas-2AS, lançado a partir da Estação da Força Aérea de Cabo Canaveral, na Flórida, EUA. Ele tinha uma massa de lançamento de 2.105 kg.

## Capacidade e cobertura
O JCSAT-6 é equipado com 12 transponders em Banda C e 12 banda Ku para fazer transmissão de áudio, dados, sinais de televisão através da banda Ku para o Leste da Ásia, Austrália, Nova Zelândia, Índia, e TV Digital via banda C para o leste e sul da Ásia e no Havaí.

## Problemas
O satélite teve que ser removido do topo do foguete em janeiro de 1999 e enviado de volta para o fabricante dias antes do lançamento planejado. O satélite já tinha experimentado outro problema quando foi danificado por uma onda de energia quando um raio foi usado para a facilidade do seu processamento.